# Gladiolus attilae
Gladiolus attilae là một loài thực vật có hoa trong họ Diên vĩ. Loài này được Kit Tan, B.Mathew & A.Baytop mô tả khoa học đầu tiên năm 2006.